# مارکسیسم و جهان امروز

مارکسیسم و جهان امروز (به انگلیسی: Marxism and the World Today)، اثری معروف از منصور حکمت، تئوریسین کمونیست ایرانی و بنیانگذار حزب کمونیست کارگری ایران است.
این جزوه برای اولین بار به صورت مصاحبه و در چند شماره از نشریه انترناسیونال، ارگان وقت حککا، به چاپ رسید.
این اثر از مهم‌ترین آثار منصور حکمت و کمونیسم کارگری به شمار می‌رود  و از همین رو به انگلیسی، آلمانی، عربی و ایتالیایی ترجمه شده است. تسلط به این اثر را معمولاً از شروط کادر بودن در حککا می‌دانند.

## منبع
1. ↑  منصور حکمت (۱۳۹۹). "کتاب مارکسیسم و جهان امروز". books.google.com (به انگلیسی).
2. ↑  منصور حکمت (2016-03-04). "politics.marxism.analysis - Mansoor Hekmat's 'Selected Works' Published in English - msg#00170 - Recent Discussion OSDir.com". web.archive.org (به انگلیسی). Archived from the original on 4 March 2016. Retrieved 2020-11-02.{{cite web}}:  نگهداری یادکرد:ربات:وضعیت نامعلوم پیوند اصلی (link)